# Samigina
Samigina ili Gamigin, u demonologiji, četvrti duh Goecije koji vlada nad trideset legija demona. U paklu ima titulu markiza. Pojavljuje se u liku konja ili magarca, ali ako čarobnjak naredi može uzeti i ljudski oblik. Glas mu je grub i hrapav. Podučava liberalnim znanostima i skuplja duše umrlih u grijehu da za njega ispunjavaju određene zadatke.
U djelu Pseudomonarchia Daemonum Johanna Weyera iz 1583. godine naveden je kao četrdeset i sedmi demon.